# Consulta popular sobre la fusión de Don Benito y Villanueva de la Serena
La consulta popular sobre la fusión de Don Benito y Villanueva de la Serena 
se llevó a cabo el 20 de febrero de 2022. En la doble consulta simultánea se preguntó a la población con derecho a voto de los dos municipios de la provincia de Badajoz (Extremadura, España) sobre la posible fusión en un solo municipio. El resultado fue favorable en ambos municipios aunque la consulta no tuvo un carácter vinculante y por lo tanto no hubo cambios inmediatos. 

## Marco legal
Según el Artículo 71 de la Ley reguladora de las Bases del Régimen Local, los alcaldes pueden someter a consulta popular «aquellos asuntos de la competencia propia municipal y de carácter local que sean de especial relevancia para los intereses de los vecinos» con acuerdo previo del pleno municipal por mayoría absoluta y autorización del Gobierno de la Nación.
El 15 de octubre de 2021 los plenos municipales de ambos municipios acordaron por unanimidad en sendas sesiones extraordinarias la celebración de la consulta, el compromiso de alcanzar un mínimo del 66% de respaldo popular para ejercer el procedimiento de fusión municipal y la solicitud al Gobierno de la Nación para poder llevarla a cabo.
La consulta contó con la aprobación del Consejo de Ministros reunido el 8 de noviembre de 2021.

## Pregunta
A los habitantes con derecho a voto de Don Benito se les preguntó al respecto del siguiente modo:

¿Estás de acuerdo con que el Ayuntamiento de Don Benito ejercite la iniciativa para la tramitación del procedimiento de fusión con el municipio de Villanueva de la Serena?
□ SI
□ NO
Acta de la sesión extraordinaria celebrada por el Pleno del Ayuntamiento de Don Benito con fecha 14 de octubre de 2021.

A los habitantes con derecho a voto de Villanueva de la Serena se les preguntó con una fórmula semejante:

¿Estás de acuerdo con que el Ayuntamiento de Villanueva de la Serena ejercite la iniciativa para la tramitación del procedimiento de fusión con el municipio de Don Benito?
□ SI
□ NO
Acta de la sesión extraordinaria celebrada por el Pleno de la Corporación con fecha 14 de octubre de 2021. Ayuntamiento de Villanueva de la Serena.

## Encuestas
|                         |                          |       |      |      |   |     |  |  |  |  |  |  |  |  |  |  |  |  |  |
| Dataestudios/Diario Hoy | 26 de septiembre de 2021 | 1,240 | 75.9 | 14.6 | 6 | 3.5 |  |  |  |  |  |  |  |  |  |  |  |  |  |

## Resultado
- Participación:
  - Don Benito:
    - 50,42% (63,17% en las municipales de 2019).

  - Villanueva de la Serena:
    - 58,94% (un 69,77% en las últimas municipales)
- Resultados:[6]
  - Villanueva de la Serena:
    - Sí: 90.49%
    - No: 9.03%
    - En blanco: 0.48%

  - Don Benito:
    - Sí: 66.27%
    - No: 33.21%
    - En blanco: 0.52%

Contra el proceso electoral hay interpuesto un recurso admitido por la justicia :
El proceso de unificación iba a comenzar con Elecciones municipales de Don Benito y Villanueva de la Serena de 2023 e iba a concluir con Elecciones municipales de Don Benito y Villanueva de la Serena de 2027.
En las Elecciones municipales de Don Benito en 2023, Con los resultados; PSOE: 9 concejales, Siempre Don Benito: 7 concejales, PP:5 concejales, Se uniría el partido local y contrario a la fusión Siempre Don Benito y Partido Popular ("a favor de una nueva consulta") para así quitarle la alcaldía al PSOE.
Tras la polémica paralización de la fusión, nacería una plataforma ciudadana después convertida en asociación, "Asociación Por la Fusión DBVVA" que realizaría asambleas ciudadanas y manifestaciones multitudinarias nunca antes vistas en la localidad (más de 1500 asistentes) y que sigue luchando por que se realice la fusión que la mayoría de la población voto a favor en un 66,27%.